# The Heat
The Heat er en amerikansk actionkomedie fra 2013. Filmen er skrevet af Katie Dippold, instrueret af Paul Feig, og har Sandra Bullock og Melissa McCarthy i hovedrollerne.

## Handling
Sarah Ashburne (Sandra Bullock) og Shannon Mullins (Melissa McCarthy) er to politibetjente, der bliver parret op med hinanden for at efterforske en hensynsløs russisk mafialeder og dopkonge. Samtidigt kæmper de med at vænne sig til den nye hverdag, da ingen af dem tidligere har haft en partner - eller en ven, for den sags skyld.

## Medvirkende
- Sandra Bullock som Sarah Ashburne
- Melissa McCarthy som Shannon Mullins
- Demián Bichir som Hale
- Marlon Wayans som Levy
- Michael Rapaport som Jason Mullins
- Tony Hale
- Ben Falcone
- Thomas F. Wilson som Captain Frank Woods
- Kaitlin Olson
- Taran Killam som Adam
- Bill Burr som Mark Mullins
- Nathan Corddry som Michael Mullins